# Pantherophis bairdi
Pantherophis bairdi is een slang uit de familie van toornslangachtigen (Colubridae), die voorkomt in het zuidwesten van de Verenigde Staten en aanliggende gebieden in het noordoosten van Mexico.

## Verspreidingsgebied en leefgebied
P. bairdi komt voor in de Verenigde Staten, in de Big Bend regio in het westen van Texas en in het noorden van Mexico in de staten Coahuila, Nuevo León en Tamaulipas. De soort staat bekend als ongrijpbaar en moeilijk te vinden in het wild en heeft voorkeur voor semi-aride, rotsachtige leefgebieden. 

## Etymologie en taxonomie
De soortnaam bairdi is gegeven ter ere van de Amerikaanse zoöloog Spencer Fullerton Baird. Voorheen werd Pantherophis bairdi gezien als ondersoort van de zwarte rattenslang (Pantherophis obsoletus), waar de soort nauw verwant mee is. Vaak werd P. bairdi in het geslacht Elaphe geplaats, maar recente fylogenetische analyses hebben geresulteerd in zijn overplaatsing naar het genus Pantherophis.

## Beschrijving
Volwassen exemplaren kunnen 64 tot 140 cm lang worden aan totale lengte (inclusief staart). Het dorsale kleurpatroon bestaat uit een oranje-gele tot heldergele, of een donkerdere zalmkleurige grondkleur, bedekt met vier strepen die van de nek tot de staart lopen. De buik is over het algemeen grijs tot geel, donkerder in de buurt van de staart.

## Dieet en gedrag
Het dieet van P. bairdi bestaat voornamelijk uit knaagdieren, hoewel vogels soms ook prooi zijn. Jonge individuen eten vaak hagedissen. Het karakter van de P. bairdi is over het algemeen gematigder dan die van andere rattenslangen. 
P. bairdi is eierleggend en volwassen vrouwtjes kunnen een legsel van tot 10 eieren leggen die ongeveer drie maanden nodig hebben om uit te komen.